# Maciej Jodko
Maciej Jodko (* 24. November 1982 in Rzeszów) ist ein ehemaliger polnischer Snowboarder. Er startete im Snowboardcross.

## Werdegang
Jodko, der für den AZS Zakopane startete, nahm im März 2004 in Szczyrk erstmals am Europacup teil, wobei er den 48. Platz errang. In der Saison 2006/07 wurde er bei der Winter-Universiade 2007 in Bardonecchia Achter und trat in Furano erstmals im Snowboard-Weltcup an, wobei er auf den 56. Platz kam. In der Saison 2008/09 wurde er polnischer Meister und erreichte mit Platz drei in Lenk seine erste Podestplatzierung im Europacup. Bei den Snowboard-Weltmeisterschaften 2009 in Gangwon fuhr er auf den 16. Platz. Im folgenden Jahr belegte er in Vancouver bei seiner ersten Teilnahme an Olympischen Winterspielen den 28. Platz. In der Saison 2010/11 kam er bei allen acht Teilnahmen im Europacup unter den ersten Zehn. Dabei wurde er dreimal Dritter und errang damit den dritten Platz in der Snowboardcross-Wertung. Im Weltcup erreichte er mit Platz neun in Arosa seine erste Top-Zehn-Platzierung und sein bestes Ergebnis im Weltcup. Beim Saisonhöhepunkt, den Snowboard-Weltmeisterschaften 2011 in La Molina, fuhr er auf den 35. Platz. Bei den Snowboard-Weltmeisterschaften 2013 im Stoneham belegte er den 28. Platz. In der Saison 2013/14 wiederholte er mit Platz neun in Montafon sein bestes Weltcupergebnis und erreichte mit dem 29. Platz im Snowboardcross-Weltcup sein bestes Gesamtergebnis. Bei den Olympischen Winterspielen 2014 in Sotschi errang er den 25. Platz. Seinen 45. und damit letzten Weltcup absolvierte er im Januar 2014 im Vallnord-Arcalís, welchen er auf dem 49. Platz beendete.

## Teilnahmen an Weltmeisterschaften und Olympischen Winterspielen

### Olympische Winterspiele
- 2010 Vancouver: 28. Platz Snowboardcross
- 2014 Sotschi: 25. Platz Snowboardcross

### Snowboard-Weltmeisterschaften
- 2009 Gangwon: 16. Platz Snowboardcross
- 2011 La Molina: 35. Platz Snowboardcross
- 2013 Stoneham: 28. Platz Snowboardcross

## Weltcup-Gesamtplatzierungen
| Saison  | Snowboardcross | Snowboardcross |
| Saison  | Punkte         | Platz          |
| ------- | -------------- | -------------- |
| 2007/08 | 69             | 60.            |
| 2008/09 | 100            | 59.            |
| 2009/10 | 190            | 45.            |
| 2010/11 | 373            | 39.            |
| 2011/12 | 442            | 33.            |
| 2012/13 | 190            | 50.            |
| 2013/14 | 540            | 29.            |